# Slovaci
Slovaci su zapadnoslavenski narod nastanjen u Slovačkoj (4,203.000), i u još 16 država, prema UN-ovoj procjeni (2006.), to su: SAD (523.000), Češka (193.000), Srbija (68.000), Rumunjska (33.000), Poljska (25.000), Kanada (22.000), Rusija (15.000), Ukrajina (11.000), Mađarska (10.000), Argentina (8.100), Australija (5.100), Hrvatska (5.000),  Brazil (3.500), Urugvaj (3.400), Slovenija (2.000), Švedska (1.000). Zajedno ih ima oko 5,130.000 (2006). 

## Ime
U vlastitom nazivu Slováci ili slovenský národ (u značenju slavenski narod; engl. Slovaks; češki Slováci) zadržali su i sačuvali staro slovensko ime kao i u imenu svoje države koju nazivaju Slovensko (Slovenska Republika).

## Jezik
Slovaci govore slovačkim jezikom članom slavenske grane indoeuropskih jezika.

## Povijest

### Počeci
Najstariji preživjeli arheološki artefakti iz današnje Slovačke datiraju unazad ranog paleolitika, a pronađeni su blizu mjesta Nové Mesto nad Váhom. Ovo staro oruđe učinjeno je klaktonskom (prema gradu Clacton-on-Sea, gdje je prvi puta pronađeno) tehnikom. Drugo kameno oruđe iz Srednjeg paleolitika otkriveno je u pećini Prévôt blizu Bojnice i obližnjih mjesta. 
Na području Slovačke ostali su tragovi neandertalca (Gánovec)  i skeleti Homo sapiensa, kao i tragovi i brojni predmeti kulture Gravettian u dolinama rijeka Nitra, Hron, Ipel i Váh,  kod grada Žilina, kao i u podnožju planina Virhorlat, Inovec, Tríbec i Myjava. Najpoznatiji objekt je najstarija ženska statua od mamutove kosti, otkrivena u Moravany nad Váhom, blizu poznatih toplica Pieštany. Brojne ogrlice od školjaka iz tercijarnog perioda pronađene su u mjestima Zákovská, Podkovice, Hubina i Radošinaare. Ovi nalazi ukazuju na kulturološke izmjene koje su proizašle iz veza mediterana i Sednje Europe. Lončarija iz područja Želiezovce, Gemera i Bukové hory izvanredno je modelirana, s finim linearnim dekoracijama i odaju prve pokušaje bojenja i osjećaja estetike. 
Također je na području Slovačke otkriveno nekoliko pećina, od kojih je Domnica, duga 6,000 metara, i do dubine od 700 metara neprekidno nastanjena više od 800 godina od istih plemena, tvoraca lončarije iz Bukové hory. O Lužianskoj skupini blizu Nitre pisao je B. Novotný (Lužianská skupina a počiatky malovanej keramiky na Slovensku. Bratislava 1962.), nađena je i lončarija lengyelske kulture (S. Dimitrijević govori također o Sopotsko-lengyelskoj kulturi u Hrvatskoj; danas nazivana samo sopotska), i lončarija Boleráz (čijih nalaza ima i u podunavlju a poznaje ju N. Tasić). 
Prelazak u neolitik u Središnjoj Europi karakterizira dolazak indoeuropskih naroda i razvoj agrikulture, javlja se i ‘retz’-lončarija, u slovačkoj nazivana ‘bajč’. Slovačka i Češka su joj središte, a širi se prema jugu, i s ovim problemom upoznat je (Dimitrijević 1981). Trgovina školjkama, ambrom, nakitom i oružjem čine slovačko područje važnim europskim raskršćem. Javilo se nekoliko utvrđenih mjesta, od kojih ima uščuvanih ostataka do danas, a najpoznatije je bilo u Nitriansky Hrádoku. 
Brončano doba u Slovačkoj prolazi kroz tri razvojna stadija od 2000-800 pr. Kr. Najpoznatije kulture su funeralne (grobljanske) na području Karpata i srednjem Dunavu. Na sjeverozapadu Slovačke i središnjoj Slovačkoj javlja se bakrena manufakturna roba. Metal postaje glavni izvor bogaćenja lokalnog stanovništva.
U kasnom periodu željeznog doba, već su formirana mnoge indoeuropske zajednice, doći će do bitaka s Keltima koji će nestati germanskom provalom. 

### Rimljani i invazije
Rimska epoha započet će u Slovačkoj tek 6. godine, koje ovamo dolaze vođene ratom protiv Markomana i Kvada. Pod rimskom oružjem naći će se samo uzak dio uz desnu obalu Dunava i maleni dio jugozapadne Slovačke. Do dubljeg prodora u doline rijeka Váh, Nitra i Hron dolazi ipak tek kasnije (174), što je poduzeo Marko Aurelije i opisao u svojem Textus Graecus Meditationum, nomine "ta eis heauton". Padom Rimskog Carstva dozi skoro i do historiografske 'seobe naroda'. Do dolaska predaka Slovaka i Čeha posljednji koji su živjeli na području kasnije Slovačke, bili su Goti. Najsjewvernija točka Rimskog Carstva biio je grad Laugaritio, čije su ime rimski legionari ugravirali na zidove tvrđave u Trenčinu.

### Dolazak Slavena
Rimske i germanske povijesne teorije sugeriraju da je središnja Europa naseljena Slavenima tek od VI stoljeća, a nalazi se između Visle, Dnjestra, Dunava i uključujući današnju Slovačku, Panoniju i Karantaniju. Neki sadašnji arheolozi i povjesničari drže da slavenska plemena ovdje žive tisućama godina razvijajući se iz sjedilačkog domorodačkog stanovništva usred keltskih i germanskih pokreta. 
Slavene prvi spominje Herodot (400 pr. Kr.) označavajući ih kao Venete ili Venede. O slavenskoj prisutnosti govori i Plinije Stariji (79 godine) i Tacit (Cornelius Tacitus; 55-116 ili 120), Klaudije Ptolemej (160). Pretke današnjih Slovaka srednjeg Podunavja, na području današnje Slovačke nalazimo u 8 stoljeću kao Slovene. Ovo ime očuvalo se kod današnjih Slovaka, Slovenaca i Slovinaca, kao i u imenu pokrajine Slavonije.  Na koegzistenciju slavenskih i germanskih plemena ukazuje češki arheolog Josef Poulík koji uz Slavene spominje i germanske Kvade. U 2 i 3. stoljeću Huni počinju napuštati srednjoazijske stepe, oni prelaze Dunav 377 i okupiraju Panoniju sljedećih 75 godina. Godine 451. pod vodstvom Atile Huni prelaze i rijeku Rajnu devastirajući Galiju, prelaze i Pirineje te poharaju Kataloniju. Atilinom smrću (453) prestaje i hunska opasnost, i ovaj narod će nestati sa scene.  Do nove invazije doći će tek 568, to su proto-mongolski Avari.

### Formativni period - Nastanak slavenskih država
Slavenskea populacija održala se u području Dunava, a kao odgovor na invaziju stepskih naroda (Avara) pojavila se prva politička slavenska formacija, Samova ríša' (Samovo carstvo). Prvi puta ova formacija spominje se 623, u polskom jeziku poznato kao Państwo Samona, u češkom jeziku kao "Sámova říše" i kod Germana Reich des Samo. Samo država, ili prije plemenski savez, prostirao se na području Slovačke, Moravske i dijelu Niederösterreicha. Kralj Samo bio je trgovac i pokazao se uspješan u borbi protiv Avara. Samo je po svoj prilici bio sklon i pljački, jer 631. franački kralj Dagobert I. šalje svoje vojske protiv Samovog plemenskog saveza. Godine 631. Samo potuće Dagoberta kod Vogatisburga.  Samo se tada baci na pljačku, a u njoj mu se pridruži i Dervan. Ovaj savez neće dugo. Smrću Sama 665. savez se raspada, i Avari se opet osiliše. Karolinzi će uz svesrdnu pomoć Slavena uspjeti Avara riješiti tek tamo 803. a njihove ostatke asimilirat će Slaveni. Tek što su se riješili Avara a na vratima će se pojaviti nova opasnost, šest mađarskih plemena.
803. godina je i prva godina u kojoj se zapisuje jedan slavenski knez u blizini Panonije, to je knez Vratislav, gospodar tbrđave Bratislave. Jedan anonimni bavarski geograf iz 817. spominje u svojemu ' Descriptio, Civitatum et Regionum ad septentrionalem plagam Danubiti ' 30 tvrđava na teritoriju kneževstva Nitra i 11 u moravskom kneževstvu. Godine 822. emisari poslani od Slavena posjećuju cara Ludovika I. Pobožnog (njem. Ludwig der Fromme, franc.: Louis le Pieux ili Louis le Débonnaire) u Frankfurt, nakon čega nadbiskup Adalram od Salzburga posvećuje crkvu kneza Pribine u Nitri. O pokrštavanju Slavena u području srednjeg Dunava ide unazad sve do 7. stoljeća.
Godine 833. događaju se i rješavaju važne stvari u slavenskim zemljama. Knez Mojmir iz Moravije, zajedno sa svojom armijom, napada kneževstvo Nitre i ujedinjuje ga u slavensku državu netočno nazvanu Velikomoravska kneževina. Ovaj će se naziv pojaviti sto godina nakon njezinog nestanka, a upotrijebit će ga bizantski car Konstantin VII. Porfirogenet. 
Knez Pribina, nakon pada Nitre, postaje vladarom Slavena, i okupira Transdunavsku Panoniju. Utemeljuje kneževstvo Balaton. On gradi utvrde i crkve i postiže odlične rezultate u pokrštavanju ove regije. Nakon njegove smrti 861, njegov sin Kocelj, što je zagospodario Balatonom do 876., nastavlja posao što ga je započeo njegov otac. 
Mojmirovo carstvo bogato depozitima željeza, srebra i bakra i postaje atraktivna meta franačkog carstva. Ono je glavni uzrok što Ludvig Njemački, s armijama, napada na Mojmirovo kneževstvo, razvrgava ga i njegovu krunu daje njegovom sinu Rastislavu. Ovaj pak želi stati na put agresivnosti Istočnih Franaka, i pravi 853. savez s Bugarima i brani se od nekoliko vojnih franačkih napada. Mir će biti uspostavljen tek 857. s Karlomanom.  Nezadovoljni latinskim propovijedima Rastislav umoljava 862 bizantskog cara Mihajla III. da im pošalje učitelje i propovjednike koji će ih učiti na slavenskom jeziku. Ovaj im pošalje Ćirila i Metoda i Soluna, koji za slavenske potrebe učine pismo poznato kao glagoljica, prilagođeno slavenskom jeziku. 
Ćiril i Metoda za Slavene napraviše posebno pismo, slavenske rune poznate kao  'runice' , znaky, ("Cherty y Rezy"), a kasnije kao ‘vlasovice’. Ćirilički sustav koji su u 9. stoljeću stvorili Ćiril i Metod baziran je kombinaciji grčkog alfabeta i slavenskih runa. Vlasovice su se nastavljale upotrebljavati kod pagana, dok se ćirilica održala kod kršćana. Tijekom rata protiv pagana, kršćani uništiše sve dokumente koji su pisani runama. 
Čiril i Metod dolaskom u Rastislavovu državu okupiše oko sebe školarce i utemeljiše akademiju po ugledu na onu u Konstantinopolisu. To je prva akademija u Slovačkoj koja će razvijati pisani slavenski jezik. Događalo se to šezdesetih godina 9. stoljeća. 
Od 869-871 pojačavaju se napadi Istočnih Franaka iz područja današnje Njemačke, što dovodi do pobuna nakon Rastislavove smrti (870. ili nešto kasnije) a Svatopluk se pokazuje uspješan u borbi protiv Franaka, zadržava nezavisnost Velikomoravske kneževine  i postaje kralj od (871 - 894) za što ga 880. okruni papa Ivan VIII., i stavi pod zaštitu Svete stolice. 
Smrću kneza Svätopluka 894. sklapa se mir između Bavaraca i Slavena, ali s istoka prijeti nova opasnost, ovaj puta to su Mađari koji 894. upadaju u Transdunavsku regiju. Ni na zapadu nije mirno, područje Bohemije (današnja Češka), koji od Arnoula traže zaštitu od Slavena, žele se odvojiti i to čine 895. Mojmir II. 897. pokušava osvojiti Bohemiju, ali ne uspijeva i 898. vodi se borba za tron između njega njegovog brata Svätopluka II. Mojmir II odbija napad Bavaraca i njihovih saveznika Čeha i zarobljava brata Svätopluka II. Godine 899. Bavarci iznova napadaju Slavene i oslobađaju Svatopluka II. Još nisu mirni, opet 900. napadaju Slavene uz pomoć Čeha. Do mira će doći nakon što Papa ponovno potvrdi tri slavenske biskupije, da bi sljedeće 901. Ludvig IV. Mlađi i Mojmir II sklopili mir u Ratisbonnu. 
Godine 902. i početkom 906., Mojmir II. dva puta odbija napade Mađara. Tokom njihovog sljedećeg napada Mojmir II. je ubijen (možda 906.) a južna Slovačka je opljačkana. Mađari su predstavljali opasnost i za Istočnu Franačku i za Veliku Moravsku. Nakon Mojmira slavenske države je nestalo, njezin teritorij podijeljen je između Bohemije i Mađarske.

### Srednji vijek

#### DolazakMađara
Ugarska plemena nakon uništenja slavenskog carstva, nastaniše ravnice između Tise i Dunava i nametnuše svoj autoritet nad slavenskim življem, adoptirajući usput njihov stil života. Sagradiše gradove, uvedoše agrikulturu i trgovinu, prihvatiše kršćanstvo i organiziraše se u državu. Ćud ipak ne mijenjaju. Horde konjanika svake godine upadaju na germansko područje zbog pljačke. Ovome se moralo stati na kraj pa kralj Oton I. Veliki na rijeci Lech, pritoci Dunava kompletno uništi mađarsku vojsku.
Teritorij današnje Slovačke do kraja 11. stoljeća integrirao se u multinacionalnu mađarsku državu. Do 1196. Slovačka zadržava specijalni status sa središtem u Nitri. Još godine 997. umire mađarski vođa Gejza i ostavlja otvorenim pitanje nasljednika, pa izbija rat između njegovog sina Vajka (budući Sv. Stjepan) i paganina Koppány-ja. Vajko u Slovačkoj organizira kršćansku vojsku i uz njihovu pomoć svladava pobunjenike. Pokrstio se i popeo na mađarski tron 1000. kao Stjepan I. Papa Silvestar II. daje mu titulu kralja, te Vajko postade prvi mađarski kralj, poznat kao Stjepan I. Sveti, (I. István; od Slovaka zvan Štefan I.; od Čeha Štěpán I.).
U razvoju države mađarskog kraljevstva Mađari su pokupili osnovne elemente organizacije bivšeg slavenskog carstva iz Svätoplukova perioda, a s njima i mnoge staroslavenske riječi vezane uz organizaciju države, hijerarhiju, sudski sistem, crkvu, agrikulturu, trgovinu, socijalne odnose itd., a mnoge su do danas sačuvali u svome jeziku.
Kada je stvorena mađarska država, slovački teritorij Moravska, odvojio se od ostatka bivše države, i postat će teritorijem kasnije Češke. Mongolskom invazijom od 1241-1243 doći će do eksterminacije velikog dijela populacije i na koncu rezultirati mađarskim pozivom njemačkim kolonistima koji će pomoći u razvoj uindustrije i gradova, ne samo na području mađarske države, nego i diljem Srednje i Istočne Europe. Slovačka je bila najveći proizvođač srebra i druga u proizvodnji zlata u Europi, i sve do turske ekspanzije najbogatija i najrazvijenije područje Mađarske. Prve kraljevske privilegije date su tada slovačkim gradovima Trnava (1238), Zvolen, Krupina, Stary Tekov (1240), Nitra, Košice (1248), Banská Štiavnica (1255), Banská Bystrica (1255), Gelnica  (1270), Bratislava (1291)
Katastrofalnim porazom mađarske vojske u bitci na Mohačkom polju (1526) Mađarska će se raspasti na 3 dijela i de facto prestat egzistirati. 

### Otomanski period -Turci
Mađari gube bitku na Mohacsu i Mađarska postaje turskom provincijom. Transilvanija, drugi dio carstva postala je turskim protektoratom u kojemu se među plemstvom rađa anti-habsburški revolt u periodu od 1604. – 1711. Ovi revolucionari koje predvodi plemstvo na strani su Turaka. Treći dio carstva, današnja Slovačka (osim južnih i središnjih predjela), današnja sjeverozapadna Mađarska, sjeverna Hrvatska i Burgenland (Gradišće)  opiru se Turcima i 1526 postaju dio Habsburške monarhije, pod imenom Kraljevina Mađarska. Bratislava postaje u periodu između 1536 do 1784/1848 grad krunisanja Kraljevine Mađarske ,u kojem se katedrali Svetoga Martina  (Konkatedrála svätého Martina) od 1526. do 1830. okrunilo 19 habsburških suverena, kraljeva i kraljica Mađarske).
Turska invazija skupo je stajala Slovačku u obrani mađarske monarhije, ne samo u krvi i gubitku populacije, nego i u gubljenju prirodnih bogatstava, napose zlata i srebra. Tek nakon izbacivanja Turaka iz Središnje Europe (1686) Budim će postati glavni grad Mađarske a Slovake čeka jedan novi period koji će započeti nacionalnim pokretom s nadom u svjetliju budućnost. U 18. i kroz 19. stoljeće pojavit će se želja za ponovnim rođenjem njihove države i javiti se političke stranke što će rezultirati ujedinjenjem s Češkom i konačnim stvaranjem samostalne slovačke države kojoj je još 623 Samo (Sámova říše), udario temelje.

### 19. i 20. stoljeće

#### Slovači pokret i stvaranje Čehoslovačke
Među Slovacima pojavio se osjećaj nacionalnog identiteta pa je još u 18. stoljeću došlo do nacionalnog pokreta koji će rasti i kroz 19 stoljeće. Ključna komponenta je Bernolákova (Anton Bernolák) kodifikacija slovačkog literarnog jezika (1780.-tih) i njegova reforma koju provodi L’udovít Štúr u sljedećem stoljeću. Slovaci su još pod mađartskom kontrolom i do velikog slovačkog pokreta neće doći do 20 stoljeća.
Novi znakovi nacionalnog i političkog života dolaze do izražaja pred kraj 19. stoljeća. Slovaci se nastoje povezati s drugim snagama, i u Budimpešti se 1895. održi Kongres potlačenih naroda Mađarske, što alarmira mađarski government. Pomoć nalaze kod Čeha i uskoro će se 1896. u Pragu javiti i ideja o Čehoslovačkoj, koja će se ostvariti tek završetkom Prvog svjetskog rata. Na putu se svakako našla monarhija Austro-Ugarska, rekonstituirana 1867 iz habsburških područja. Nastankom Čehslovačke unutar njezinih granica našlo se stotine tisuća Mađara. Unutar tre država našla su se češka područja Bohemije i Moravske i manji dio Šleske (Silesije) i Slovačka. Slovaci u ovoj državi dobivaju podređenu ulogu, a sva vlast odlazi u Prag. Između dva rata zastupnicima parlamenta i svećenicima Hlinki i Tisou (Andrej Hlinka i Jozef Tiso) priključili su se mnogi Slovaci koji pozivaju na jednakost Čeha i Slovaka i veću autonomiju Slovačke. 

#### Osamostaljenje
Nezavisnu Republiku Čehoslovačku proklamirao je Praški Nacionalni Odbor u pragu 28 listopada 1918., a dva dana kasnije u Martinu je prihvaća i Slovačko Nacionalno Vijeće. Nakom Drugog svjetskog rata zavladat će komunisti koji će već 1948 izazvati prvu političku krizu. Slovaci će do potpune slobode doći tek raspadom Čehoslovačke u siječnju 1993. i osnovati svoju vlastitu državu sa središtem u Bratislavi.

## Etnografija

### Život na selu
Slovačko tradicionalno selo sačuvalo se danas još tek podno šumovitih planina Strazovske vrchy, to je Čičmany, proglašeno rezervatom narodne arhitekture. Tradicionalni seoski životni stil Slovaka očuvao se do danas. Sve počinje prodorom Mongola u 13. stoljeću, prilikom čega je došlo do progona stanovništva, uključujući i obitelj Čič, nakon kojega se ona povlači u zabit, i od ostatka svijeta planinskim vrhovima odsječene doline, gdje su uspjeli očuvati način života svojih predaka, svoju nošnju i način života. Tradicionalna slovačka kuća izgrađena je od drveta, s krovom pretežno na dvije vode i bogato dekoriranih vanjskih zidova, od očuvanih dizajniranih simbola javljaju se strijele, križevi, djetelina, srca i razne životinje, čemu je naročito vješta ženska ruka Slovakinje. -Seoski se život za muškarca sastojao od obrade zemlje i čuvanja stada ovaca i goveda. Žena se uz uobičajene svakodnevne domaćinske poslove bavila i tkanjem odjeće i vezom.

### Ples
Ples kod Slovaka je jedinstven, a slovačka folklorna grupa iz svake pojedine etnografske regije nosi svoju tradicionalnu nošnju tipičnu tom kraju. Narodni plesovi osobito su popularni u regijama Orava, Liptov, Šariš i Horehronie. Osobitu popularnost uživa ples flaše, to je ženski les u njihovom jeziku poznat kao “Fľaškový” u regiji Šariš. František Morong koji je studirao ples istočne Moravske navodi uz njega i “Tie Parchoveni”.  
Nadalje među Slovacima nalazimo i plesove višňovského verbunk i Čardáš  (mađarskog je porijekla; u selu Parchovany); Lyžicový (ples žlice); Šarišská polka i Karička, tipični ženski ples iz sela Parchovany. Ples krut plešu mladi parovi prije vjenčanja, a regrúti – je ples mlađih muškaraca prije odlaska u vojsku. To je ritmički brzi ples s udaranjem dlanovima po čizmama. Goralski je tipični ples u Visokim Tatrama, najvišim planinama Slovačke; Starosvetský, etc.

### Kuhinja
Tradicionalna slovačka kuhinja datira još iz staroslavenskog perioda i kao i kod njihovi rođaka Čeha, Poljaka, Ukrajinaca i drugih, pod utjecajem je stranih naroda s kojima su kroz povijest dolazili u kontakt, što se tiče slovačkog slučaja utjecali su Mađari, Austrijanci i Nijemci. Temelj prehrane čine brojne vrste juha, kaša, kuhanog povrća, pečenog i dimljenog mesa i mliječnih proizvoda. Stilovi kuhanja variraju od regije do regije, a specijaliteti su im slatka i slana jela i valjušci. Jedno od njihovih najpopularnijih su bryndzove halusky, krumpirovi valjušci s ovčjim sirom. Uz jelo ide i piće, a kod Slovaka omiljeni su borovička (jaki džin proizveden od Juniperus communisa, od Rusa nazivana боровичка) i kao kod južnih srodnika Hrvata slivovica (šljivova rakija). Ova vrsta rakije najpopularnija je kod slavenskih naroda i ime joj se veoma malo razlikuje: srpski шљивовица, hrvatski šljivovica, makedonski сливовица, češki slivovice, bugarski сливова ili сливовица, poljski śliwowica.

### Kultura
Slovačka kultura odražava se u bogatoj narodnoj tradiciji i pod utjecajem je širih europskih trendova. Bogatstvo duhovne i materijalne kulture Slovaka vidi se i u njihovih 12 državnih naučnih knjižnica, 473 knjižnice u vlasništvu univerziteta i drugih viših učilišnih institucija, 2,600 javnih knjižnica, i više od 50 muzeja. Slovačka Nacionalna knjižnica (Slovenská národná knižnica v Martine) osnovana 1863. u Martinu uključuje kolekciju materijala slovačke kulture. Slovački nacionalni muzej (Slovenské národné múzeum) osnovan 1893. nalazi se u Bratislavi s izlošcima iz slovačke povijesti, |arheologije i muzikologije, i zasigurno je najpoznatiji državni muzej. Osim njega postoje i Slovačka nacionalna galerija (Slovenská národná galéria Bratislava) osnovana 1948 u Bratislavi, Múzeum Slovenského národného povstania, osnovan 1955 u gradu Banská Bystrica i Východoslovenské múzeum Košice, osnovan 1872 u Košicama.